# 中國共產黨十大政綱石刻
中國共產黨十大政綱石刻位於四川省劍閣縣，文物遺址年代判定為1935年。1980年7月7日列為四川省重新確定公布的第一批省級文物保護單位。